# Tectona
A Tectona az ajakosvirágúak (Lamiales) rendjébe, ezen belül az árvacsalánfélék (Lamiaceae) családjába tartozó nemzetség.

## Tudnivalók
E nemzetség fajai trópusi, lombhullató kemény faanyagú fák. Ázsia déli és délkeleti részein őshonosak. A Föld más részeire is betelepítették. Habár többféle élőhelyen is képesek megélni, ezek a fák a monszun erdőket kedvelik. 30-40 méter magas növények, melyek a száraz évszakban elhullatják leveleiket. A három fafaj közül a Tectona grandis a legértékesebb a faipar számára.

## Rendszertani besorolása és neve
Manapság a legtöbb rendszerező a Tectona-fajokat az árvacsalánfélék (Lamiaceae) családjába sorolja, viszont vannak akik a vasfűfélék (Verbenaceae) családjába helyeznék. Olykor a Prostantheroideae alcsalád részeként tartják számon.
A Tectona taxonnév nomen conservandum, azaz „megőrzendő név” - egy tudományos név, ami különleges nevezéktani védelmet élvez. Ez a taxonnév Michel Adanson francia természettudós és botanikus homotípikus szinonimáját, a Theka-t hivatott helyettesíteni. Ezt a fanemzetséget először 1782-ben Carl von Linné fia, ifjú Carl Linnaeus írta le.

## Rendszerezés
A nemzetségbe az alábbi 3 faj tartozik:
- teakfa (Tectona grandis) L.f. (1782)
- Tectona hamiltoniana Wall. (1832)
- Tectona philippinensis Benth. & Hook.f. (1876)

## Fordítás
- Ez a szócikk részben vagy egészben  a   Tectona című angol Wikipédia-szócikk ezen változatának fordításán alapul.  Az eredeti cikk szerkesztőit annak laptörténete sorolja fel. Ez a jelzés csupán a megfogalmazás eredetét és a szerzői jogokat jelzi, nem szolgál a cikkben szereplő információk forrásmegjelöléseként.
- Ez a szócikk részben vagy egészben  a   Tectona című spanyol Wikipédia-szócikk ezen változatának fordításán alapul.  Az eredeti cikk szerkesztőit annak laptörténete sorolja fel. Ez a jelzés csupán a megfogalmazás eredetét és a szerzői jogokat jelzi, nem szolgál a cikkben szereplő információk forrásmegjelöléseként.